# Valvola di emergenza servoazionata

Schema di funzionamento di una valvola PORV.

Una valvola di emergenza servoazionata (chiamata anche, con significati più o meno simili, valvola di emergenza pilotata, valvola PORV, dall'inglese Pilot Operated Relief Valves, valvola POSV - pilot-operated safety valve, valvola POPRV - pilot-operated pressure relief valve o valvola POSRV - pilot-operated safety relief valve), è un particolare tipo di valvola di rilascio che utilizza la pressione del sistema controllato per mantenere l'otturatore della valvola chiuso. Per svolgere tale funzione, la valvola è in genere dotata di una molla che mantiene l'otturatore (costituito da un disco o un pistone) nella sede della valvola.

## Elementi costruttivi
Le parti principali di una valvola PORV sono:
- una valvola pilota
- una valvola principale
- un tubo pilota
- l'otturatore (disco o pistone)
- la sede della valvola.

## Applicazioni
Una valvola PORV può essere utilizzata per impedire e regolare la fuoriuscita del liquido necessario al raffreddamento del nocciolo di una centrale nucleare.

## Sicurezza
Un esempio di incidente dovuto al malfunzionamento della valvola PORV è quello di Three Mile Island, che ha portato alla fusione parziale del nocciolo.